# Evangelische Kirche (Spangenberg-Weidelbach)

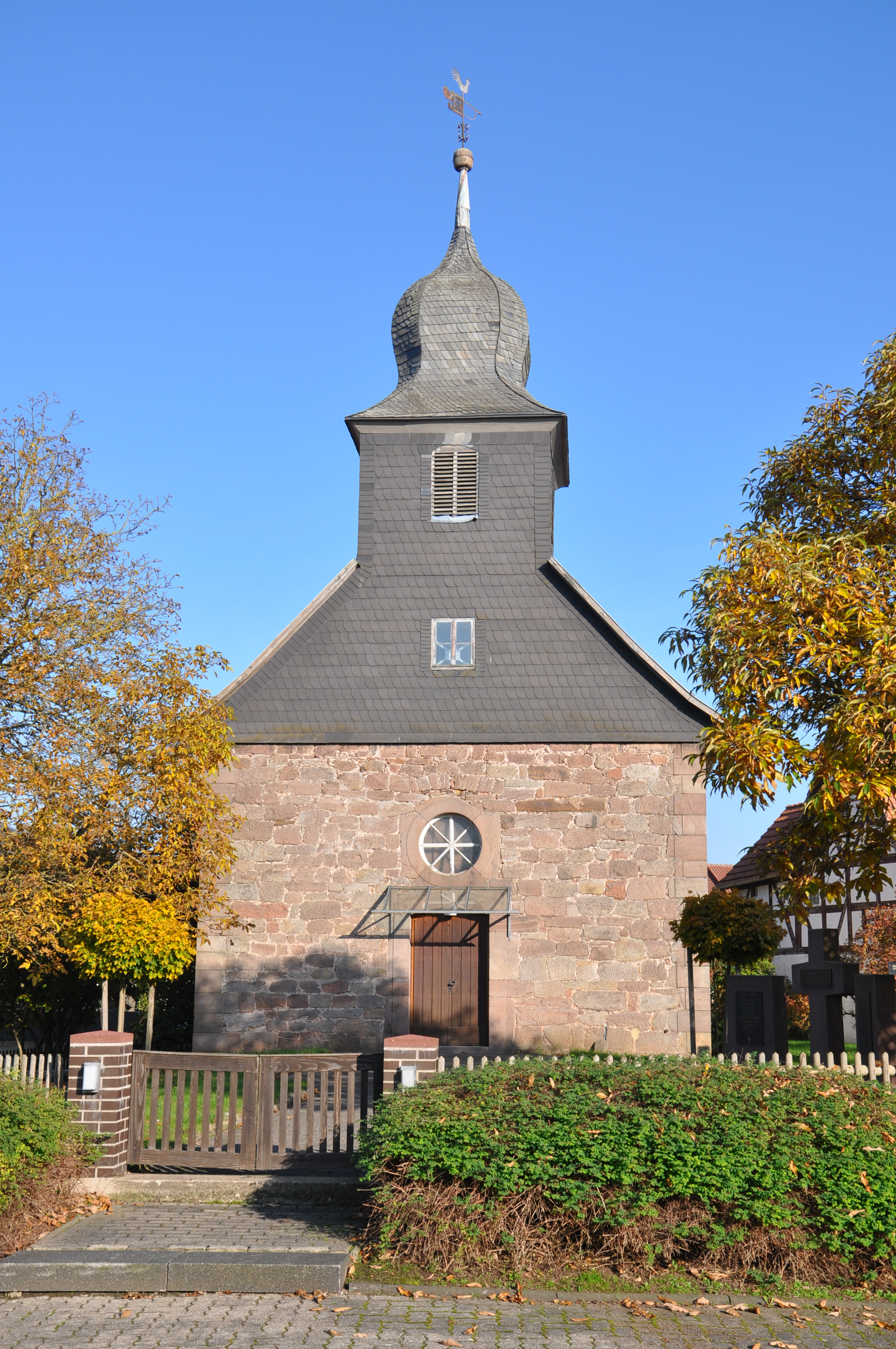
Evangelische Kirche in Weidelbach

Die Evangelische Kirche Spangenberg-Weidelbach ist ein denkmalgeschütztes Kirchengebäude, das in Weidelbach steht, einem Stadtteil der Stadt Spangenberg  im Schwalm-Eder-Kreis in Hessen. Die Kirchengemeinde gehört zum Kirchspiel Pfieffe im Kirchenkreis Schwalm-Eder im Sprengel Marburg der  Evangelischen Kirche von Kurhessen-Waldeck.

## Beschreibung
Die mit Ecksteinen versehene Saalkirche wurde 1756–1757 anstelle einer wesentlich kleineren Vorgängerkirche aus Sandsteinen erbaut. Aus dem Satteldach des Kirchenschiffs erhebt sich im Westen ein schiefergedeckter Dachturm, der erst 1759 fertiggestellt wurde. Auf ihm sitzt eine bauchige achtseitige Haube. Der Innenraum hat Emporen an drei Seiten. Die Kirchenausstattung stammt aus der Bauzeit. Die Kanzel steht hinter dem Altar. Die Orgel wurde in der 1. Hälfte des 19. Jahrhunderts gebaut.